# Anna Wintour
Dame Anna Wintour (Londen, Engeland, 3 november 1949) is een Brits-Amerikaanse mediadirecteur. Van 1988 tot en met 2025 was ze de hoofdredacteur van de Amerikaanse uitgave van het modetijdschrift Vogue. Sinds 2020 is Wintour werkzaam als Chief Content Officer bij het mediabedrijf Condé Nast en wereldwijd hoofdredacteur van Vogue. Ze bekleedt sinds 1999 onafgebroken het voorzitterschap van het Met Gala. Wintour wordt beschouwd als een van de meest gezaghebbende en invloedrijke vrouwen in de uitgeverij- en mode-industrie. In 2023 is ze geëerd met de koninklijke onderscheiding Orde van de Eregezellen voor haar grote bijdrage aan de Britse mode-industrie. Wintour staat bekend om haar kenmerkende boblijn en grote zonnebril.

## Biografie
Wintour werd geboren in een welvarend gezin als dochter van twee universitair opgeleide ouders: de Britse Charles Wintour (1917-1999), redacteur bij de Evening Standard, en de Amerikaanse Eleanor "Nonie" Baker (1917-1995), die maatschappelijk werker was. Ze groeide op in de Londense wijk Hampstead en had drie broers en één zus. Haar oudste broer Gerald overleed op 10-jarige leeftijd bij een verkeersongeluk.
Wintour groeide op gedurende de Swinging Sixties en ontwikkelde al op jonge leeftijd een interesse in mode. Als kind las ze veel; zo was ze onder andere een groot liefhebber van het Amerikaanse tienertijdschrift Seventeen, die haar grootmoeder uit de Verenigde Staten maandelijks naar haar stuurde. In 1963 startte Wintour op de North London Collegiate School. Hier kwam ze regelmatig in opstand tegen de kledingvoorschriften door de zoom van haar rokken op te rollen en riemen te dragen om haar taille te accentueren. Op 14-jarige leeftijd begon ze haar haar in een bob te dragen. Als leerling toonde Wintour weinig belangstelling voor school en leren. Een uitzondering waren de kunstlessen van kunstschilder Peggy Angus die ze volgde in haar tweede leerjaar. Deze lessen droegen bij aan Wintours interesse in de kunsten en beïnvloedden haar latere werk als moderedacteur. Op 16-jarige leeftijd verliet ze de school zonder diploma. Wintours keuze werd gemotiveerd door haar ambitie om te werken in de mode-industrie. Jaren later vertelde ze een vriend hierover: "I was so desperate to get out in the world and get on with things."
Wintour stelt dat haar vader haar modecarrière vormde met zijn advies om een baan bij Vogue als doel te stellen. Via zijn connecties regelde hij haar eerste baan bij de invloedrijke Londense boetiek Biba, waar beroemdheden zoals Brigitte Bardot en Barbra Streisand behoorden tot de vaste klanten. Vervolgens werkte Wintour een korte tijd als winkelmedewerker bij het Londense warenhuis Harrods. Tegelijkertijd volgde ze op aandringen van haar ouders modelessen, waar ze al snel mee stopte. Dit verklaarde ze met haar inmiddels beroemde uitspraak: "You either know fashion or you don't." Hoewel ze de opleiding niet had afgemaakt, kreeg Wintour hierdoor wel de kans om in New York modetrends te onderzoeken voor haar scriptie over inkoopstrategieën van retailers.

## Carrière

### De jaren 1970
Wintours carrière in de modejournalistiek begon in 1970 toen ze werd aangenomen als redactieassistent bij Harpers & Queen, de fusie van de tijdschriften Harper's Bazaar UK en Queen. Wintour had destijds nog maar weinig relevante werkervaring, maar haar vader's reputatie bij de Evening Standard overtuigde de toenmalige Harpers & Queen hoofdredacteur om haar een kans te geven. In de rol als assistent leerde ze de kneepjes van het vak; Wintour was onder meer verantwoordelijk voor het selecteren van creatieve samenwerkingen. Zo werkte ze samen met toonaangevende modeprofessionals zoals fotograaf Helmut Newton. Daarnaast speelde Wintour een actieve rol in het ontdekken van nieuw talent, waaronder fotografen, modellen en ontwerpers die regelmatig langskwamen voor zogenoemde go-sees. Een van de eerste ontwerpers die haar steun kreeg, was Manolo Blahnik, die later internationale bekendheid verwierf. In 1974 werd journalist Min Hogg aangesteld als senior redacteur bij Harpers & Queen, tot teleurstelling van Wintour, die zelf voor de functie was gepasseerd. Een rivaliteit bloeide op tussen de twee, en in 1975 resulteerde hun chronische meningsverschillen in Wintour's beslissing om het tijdschrift te verlaten.
Na haar vertrek bij Harpers & Queen, verhuisde Wintour op 25-jarige leeftijd naar New York om daar een nieuwe baan te vinden. Wintour beschikte namelijk over een Amerikaans paspoort vanwege haar Amerikaanse moeder. Eenmaal in New York, werkte ze enige tijd als freelancer bij onder andere modefotoshoots, voordat ze eind-1975 werd aangenomen als junior moderedacteur bij de Amerikaanse Harper's Bazaar. Hier ontwikkelde ze een vriendschap met de senior moderedacteur Carrie Donovan. Wintours benadering van modejournalistiek was vooruitstrevend en gericht op de tijdgeest. Dit botste met de meer traditionele en commercieel georiënteerde stijl van hoofdredacteur Anthony "Tony" Mazzola. Uiteindelijk werd Wintour negen maanden na haar aanstelling ontslagen. Dit gebeurde naar aanleiding van een door haar geregisseerde fotoshoot in Parijs, die de hoofdredactie als te erotisch en ongepast beschouwde. Volgens Wintour werd ze bestempeld als 'te Europees' – een verwijzing naar haar gebrek aan commerciële compromisbereidheid.
Kort daarna bekleedde ze de functie van moderedacteur bij het Amerikaanse vrouwentijdschrift Viva. In die periode was Wintour transparant over haar ambitie om bij Vogue te werken: "We all knew she wanted to be fashion editor of Vogue, and was looking to bigger things," aldus een voormalige collega bij Viva. Dit weerhield haar er echter niet van om zich in te zetten voor het tijdschrift; redacteuren van Vogue en Harper's Bazaar volgden haar werk bij Viva ter inspiratie voor hun eigen publicaties. Wintour werkte er tot november 1978, toen het blad werd opgeheven wegens financiële verliezen.

### De jaren 1980

#### 1980 – 1985: creatief directeur bij de AmerikaanseVogue
Anderhalf jaar na het sluiten van Viva, ging Wintour in 1980 aan de slag als moderedacteur bij Savvy. De doelgroep van het blad waren carrièrevrouwen. In 1981 verliet ze deze positie om voor het tijdschrift New York te werken. Na te zijn ontslagen bij Harper's Bazaar en de andere uitdagingen in haar vroege loopbaan, ontwikkelde Wintour het vermogen om haar esthetische visie te vertalen naar commercieel haalbare concepten en zo het management te behagen. De goede verstandhouding met de New York hoofdredacteur bood Wintour de ruimte om haar redactionele visie tot uiting te brengen. De door haar gecoördineerde fotoshoots en samengestelde moderapportages ontvingen op grotere schaal aandacht, wat haar positie binnen de modejournalistiek versterkte. Ook ontwikkelde Wintour bij New York een beter begrip van de kracht van beroemdheden en hoe dit fenomeen bijdroeg aan het succes van tijdschriften. Gedurende deze periode was Vogue US op zoek naar vernieuwing, waar moderedacteur en stylist Polly Mellen een belangrijke rol in speelde. Mellen was al langere tijd op de hoogte van Wintour en bewonderde haar werk. Zodoende regelde Mellen een afspraak tussen Wintour en de toenmalige Vogue hoofdredacteur Grace Mirabella. Tijdens hun gesprek vroeg Mirabella aan Wintour welke functie ze bij Vogue ambieerde. Wintour antwoordde naar eigen zeggen in een "plotselinge opwelling van eerlijkheid" met: "Yours," waarna het gesprek werd beëindigd.
Volgens Wintour was het de New York editie van 29 augustus 1983 die de deuren voor haar opende bij Vogue. Voor deze uitgave werkte Wintour samen met 12 vooraanstaande kunstenaars, waaronder Jean-Michel Basquiat, Francesco Clemente en David Salle. Elke kunstenaar creëerde een schilderij geïnspireerd door een outfit uit de herfstmodecollecties. In de uitgave werden de schilderijen gepresenteerd naast de foto's van modellen die de desbetreffede outfits droegen. De uitgave trok de aandacht van Alexander Liberman, redactioneel directeur bij de tijdschriften uitgeverij Condé Nast. Vogue was een van de tijdschriften in het portfolio van Condé Nast. Onder de indruk van Wintours werk, zou Liberman haar een baan bij Vogue US hebben aangeboden. Hoe het contact tussen Wintour en Liberman precies tot stand kwam, is echter onduidelijk. Wintour herinnert zich bijvoorbeeld niet meer wie van hen het eerste contact maakte. Daarnaast beweerde fotograaf Oliviero Toscani dat Wintour en Liberman daarvoor al met elkaar spraken over een mogelijke toekomst bij Vogue.
Desalniettemin leidde het contact tot Wintours aanstelling bij Vogue. Haar indiensttreding werd voorafgegaan door een biedingsstrijd tussen Liberman en de hoofdredacteur van New York, die Wintour niet kwijt wilde als medewerker. De strijd werd uiteindelijk gewonnen door Liberman. Zodoende startte Wintour in 1983 op 33-jarige leeftijd als creatief directeur bij Vogue, een functie die niet eerder binnen het tijdschrift bestond en speciaal voor haar in het leven was geroepen. De taakomschrijving van de functie was om die reden vaag omschreven. Als creatief directeur nam Wintour geregeld zelfstandig redactionele beslissingen, wat leidde tot interne conflicten met Mirabella en haar team. Ze speelde een sleutelrol in de aanstelling van moderedacteur André Leon Talley, door hem actief aan te bevelen bij de hoofdredactie.

#### 1985 – 1989: hoofdredacteur bij de Britse en AmerikaanseVogue
Op 18 september 1985 werd aangekondigd dat Wintour Beatrix Miller zou opvolgen als hoofdredacteur van Vogue UK. In deze rol ontsloeg ze een deel van het personeel, verhoogde ze de salarissen van de overgebleven medewerkers en voerde ze aanzienlijk meer controle uit over het tijdschrift dan haar voorganger. Dit leverde haar de bijnaam "Nuclear Wintour" op. Zo verwachtte ze stiptheid van het personeel, een sterke werkethiek en dat alle beslissingen aan haar werden voorgelegd ter goedkeuring. Dit week af van de meer vrije aanpak van Miller. Ook beschouwde Wintour de visuele stijl van Vogue UK als gedateerd en karikaturaal 'Brits'. Onder haar leiding verschoof de koers naar een stijl die meer aansloot bij de Amerikaanse editie, gericht op de moderne en modebewuste carrièrevrouw. Ondanks dat André Leon Talley voor Vogue US werkte, speelde hij in deze periode een belangrijke rol als Wintours informele adviseur. Ze raadpleegde hem regelmatig over ontwerpkeuzes en modeshows, waarbij zijn mening vaak leidend leek binnen de redactie.
In september 1987 keerde Wintour terug naar New York als hoofdredacteur van het interieurontwerp en tuinieren tijdschrift House & Garden. Het tijdschrift was net als Vogue een Condé Nast publicatie, wat een interne overstap mogelijk maakte. Haar beslissing om terug te verhuizen werd mede gemotiveerd door het feit dat haar toenmalige echtgenoot nog in New York woonde. Wintour voerde er rigoureuze veranderingen door, waaronder het schrappen van voor miljoenen dollars aan fotoreportages en artikelen. Vanwege haar nadruk op mode en beroemdheden kreeg het tijdschrift de bijnamen "House & Garment" en "Vanity Chair". De ingrepen pakten averechts uit: abonnees raakten in verwarring door een naamswijziging naar HG, wat leidde tot massale opzeggingen en meerdere adverteerders die zich terugtrokken.
Tien maanden later volgde Wintours benoeming tot hoofdredacteur van Vogue US. Het tijdschrift verloor terrein aan de destijds nieuwe Amerikaanse editie van Elle. Grace Mirabella's gebrek aan visie leidde tot onvrede bij Condé Nast, waarna ze werd vervangen door Wintour.

### 2010 - heden
Haar engagement, dat mede verantwoordelijk was voor het succes van Vogue, bracht haar in 2017 de titel 'Editor of the Year'. Door de Britse koningin Elizabeth II werd ze voor haar bijdragen aan mode en journalistiek vervolgens in de adelstand verheven. In 2023 werd ze door koning Charles III benoemd tot een van 65 leden van de Orde van de Eregezellen.
Anna Wintour geldt journalistiek als een van de meest invloedrijke modevrouwen. Haar stijl van leiding geven is echter tamelijk autoritair en afstandelijk, hetgeen naar voren komt in de bestseller The Devil Wears Prada uit 2003 van Lauren Weisberger, zelf ooit mode-assistente van Wintour geweest. In 2006 werd het boek verfilmd met Meryl Streep in de hoofdrol.
Anna Wintour was van 1984 tot 1999 getrouwd met de kinderpsycholoog David Shaffer.
In januari 2014 vernoemde het Metropolitan Museum of Art zijn Costume Institute-complex naar Wintour. Michelle Obama opende het in mei van dat jaar.
Op 26 juni 2025 maakte Wintour bekend tijdens een personeelsvergadering dat ze stopt als hoofdredacteur bij de Amerikaanse Vogue.